# Палео Керамиди
Палео Керамиди (на гръцки: Παλαιό Κεραμίδι, катаревуса Παλαιόν Κεραμίδιον, Палеон Керамидион, в превод Старо Керамиди) е село в Северна Гърция, в дем Катерини, област Централна Македония.

## География
Палео Керамиди е разположено на 150 m надморска височина, на 5 km северозападно от град Катерини.

## История
В края на XIX век Керамиди е гръцко село. Александър Синве („Les Grecs de l’Empire Ottoman. Etude Statistique et Ethnographique“) в 1878 година пише, че в Керамиди (Keramidi), Китроска епархия, живеят 130 гърци.
В 1913 година след Междусъюзническата война селото остава в Гърция. Според преброяването от 1913 година Керамиди има 242 жители.
След появата на Нео Керамиди (в превод Ново Керамиди) в края на 30-те години, селото започва да бъде наричано Палео Керамиди.
Населението произвежда жито и други земеделски продукти, като се занимава частично и със скотовъдство.
| Година    | 1913 | 1920 | 1928 | 1940 | 1951 | 1961 | 1971 | 1981 | 1991 | 2001 | 2011 | 2021 |
| --------- | ---- | ---- | ---- | ---- | ---- | ---- | ---- | ---- | ---- | ---- | ---- | ---- |
| Население | 242  | 242  | 318  | 459  | 517  | 659  | 651  | 612  | 793  | 731  | 890  | 795  |